# Аванафил
Аванафил — препарат из фармакологической группы ФДЭ-5 ингибиторов, предназначенный для лечения эректильной дисфункции. Получил одобрение от FDA в 2012 году.
Аванафил известен под товарными знаками Stendra и Spedra, он был разработан компанией VIVUS Inc. В июле 2013 года Vivus объявила о том, что в партнёрстве с Menarini Group будет способствовать продвижению препарата под маркой Stendra в более чем 40 странах Европы, а также в Австралии и Новой Зеландии.

## Фармакологическое действие
Селективный ингибитор цГМФ-специфической ФДЭ5, которая ответственна за распад цГМФ в пещеристом теле полового члена. Фермент специфической фосфодиэстеразы типа 5 содержится в различных тканях организма, но в первую очередь в пещеристых телах полового члена, а также в сетчатке. Подобные препараты: силденафил, тадалафил и варденафил. Преимущество Аванафила в том, что он начинает действовать очень быстро по сравнению с другими ингибиторами ФДЭ-5. Препарат после приёма быстро адсорбируется, достигая максимальной концентрации через 30-45 минут. Примерно две трети участников были в состоянии участвовать в сексуальной активности уже через 15 минут.
Препарат не вызывает зависимость и не оказывает влияния на способность к зачатию, однако может влиять на способность к управлению транспортом или механизмами, требующими острой реакции.